# 新發田重家
新發田重家（1547年—1587年11月25日、天文16年─天正15年10月25日），是日本戰國時代上杉氏的家臣。蒲原郡新發田城主。揚北眾成員之一。

## 生平
最初繼承五十公野家，名為五十公野治長，仕於上杉謙信，參加川中島之戰、關東出兵等，曾在第四次川中島之戰討取武田方的諸角虎定。

### 御館之亂時期
謙信病沒後，在御館之亂中，因安田顯元勸說下支持上杉景勝一方，表現十分活躍，並降服上杉景虎方的加地秀綱，及討取三条城的神余親綱，更擊退蘆名盛氏、伊達輝宗的入侵。
天正8年（1580年），其兄新發田長敦病沒，返回新發田家繼承家督，改名新發田重家。

## 新發田之亂
由於三条攻略、擊退蘆名等等軍功，重家對於主家的恩賞有很大的期待。然而，原本期望給重家的恩賞，景勝決定賞賜給從小一起長大的上田眾，對於重家的亡兄長敦（揚北眾）的功績幾乎完全忽視，而給重家的恩賞僅僅是新發田家的家督相續保障爾爾。對此，曾經成功將重家拉攏到景勝陣營的安田顯元致力奔走，但沒有效果，重家原本打算切腹謝罪。
天正9年（1581年）6月16日，重家聯合一門眾、加地秀綱的加地眾，以及原本支持上杉景虎的豪族等，伺機奪取新潟津，並著手興建新潟城獨立。景勝原本派本庄繁長、色部長真（重家的義弟）前往鎮壓，但因西側上杉領遭受織田信長的重臣柴田勝家入侵，東側則有伊達輝宗窺視，遠征軍因而作罷。
天正10年（1582年）2月，景勝發動攻勢但遭到擊退。原因是蘆名盛隆在背後支援重家，並派遣重臣津川城主金上盛備、赤谷城的小田切盛昭支援重家。4月融雪後，景勝再度進攻重家，但西側的柴田勝家、南方的森長可、瀧川一益的侵攻，讓景勝無法專心對付重家。6月2日本能寺之變後，織田軍撤退，西方及南方的威脅解除，景勝致力於光復被織田佔領的舊領地，並在信濃與北条氏直對陣，此時與重家並無衝突產生。景勝一直到7月與北条和睦後，才又重新進攻重家，但因兵糧不足而撤兵。
天正11年（1583年），雙方戰況沒有改變，景勝分別於4月及8月出陣，但仍遭到頑強的抵抗，尤其8月出陣之際，上杉勢面臨豪雨及溼地帶，因而陷入混亂，重家乘隙突擊，一度幾乎討取景勝（放生橋之戰）。如此猛烈反擊後，重家的勢力範圍一度擴張。有鑑於來自蘆名家中的騷擾，景勝於是命令直江兼續指使富田氏實、新國貞通進行調略，以降低來自蘆名盛隆的支援。
天正12年（1584年）8月，景勝為奪還水原城而出陣。上杉勢與重家在水原城下作戰，經由迂迴行軍，景勝將八幡砦奪取，並將水原城予以孤立，新發田方因而放棄水原城而退却（八幡表之戰）。然而，上杉方的直江兼續因重家的攻勢而蒙受極大損害，水原城再度被新發田方奪取。新發田方一時意氣昂揚，並打算聯合佐佐成政共同夾擊景勝。
然而，10月6日蘆名盛隆遭家臣殺害後，重家的武運急轉直下。天正13年（1585年）5月，伊達輝宗將家督讓給伊達政宗，並與蘆名開戰（關柴合戰），到秋季時，更取消原本借給上杉前往新發田的道路，原本輝宗的「越後介入」政策路線也完全放棄。10月8日輝宗遭殺害後，伊達・蘆名兩家對於重家的支援體制全面崩潰，重家失去了有力後盾。11月20日，新潟城及沼垂城在藤田信吉的調略下，落入上杉方的掌握，新發田方喪失了原本掌握的從新潟港經由塩之津潟到新發田的水利權，造成大量物資輸送的困難。
天正14年（1586年），景勝上洛正式臣服於羽柴秀吉。自此，景勝方獲得強而有力的後盾，得以全面進攻新發田。此時，新發田方因欠缺兵糧、部下被討死或寢返的情形日益嚴重。
天正15年（1587年）夏，在秀吉的支援下，景勝派1萬餘大軍遠征新發田城。與景勝交好的青蓮院門跡・尊朝法親王試圖從中調解，但遭到重家拒絕。上杉方開始進攻周圍的支城，蘆名家派出金上盛備前往救援赤谷城，也被藤田信吉阻斷而撤退。9月19日，赤谷城陷落，陸路及水路的補給線路完全斷絕，新發田方僅剩重家和籠城於五十公野城的義弟五十公野信宗。
9月24日，秀吉派使者至景勝處，要求景勝對重家發出「若因幡守（重家）出城降服可以獲得赦免」的降伏勸告，景勝派出使者到新發田城勸降，再度遭到重家拒絕，景勝將勸降結果報知秀吉後，秀吉下達嚴令，要求景勝「來春前攻滅新發田」，景勝於是對五十公野城發起總攻擊。
10月13日，藤田信吉將五十公野城攻陷，五十公野信宗陣亡。殘餘勢力僅剩新發田城。10月25日，景勝勢將城池重重包圍，重家自率一隊突擊色部長真的陣地(全昌寺境内)，重家說道：「念在親戚的份上，我將首級獻予你建功。」於是將甲冑脱下，以配刀真一文字切腹自殺身亡。首級由色部的家臣嶺岸佐左衛門送至景勝處相驗，獲得景勝頒給頂戴表揚。29日，最後的抵抗池之端城也被攻陷，歷時六年有餘的新發田之亂終告平定。